# 察布查尔锡伯自治县
察布查尔锡伯自治县，简称察布查尔县，是中华人民共和国新疆维吾尔自治区伊犁哈萨克自治州下辖的一个自治县，是全国唯一的锡伯族自治县。全县总面积4057平方公里，人口19.4萬人。

## 历史
公元前三世纪前后，察布查尔地区是塞人、大月氏、乌孙的游牧地。公元前60年，西汉设西域都护府，乌孙归其统辖，公元五世纪至十二世纪，先后有柔然、悦般、西突厥和契丹等部落在此游牧。十六世纪以后，成为蒙古准噶尔部政治、宗教的中心。清朝1762年设立了总统伊犁等处将军后，调遣锡伯族官兵携眷移驻到伊犁地区。实际到达伊犁的人数为4030人。
光绪十年（公元1884年）新疆建省，锡伯营仍属伊犁将军统辖。光绪十四年（公元1888年）隶属宁远县辖（今伊宁县）。民国二十一年（1932年），划归巩留县辖。民国二十七年（1938年1月14日），伊犁屯垦使邱宗浚宣布撤销伊犁锡伯营，同时成立河南设治局。民国二十九年（1940年1月1日），升格为县，隶属于伊犁行政督察专员公署。民国三十三年（1944年5月4日）因与河南省重名，改名宁西县。
1954年3月17日，宁西县更名为“察布查尔”，并成立察布查尔锡伯自治县。2013年北部部分军垦带与霍城县西南部的部分军垦区组合为可克达拉市。2020年12月，察布查尔锡伯自治县境内的伊犁州奶牛场大河灌区划归伊宁市管辖。

## 地理
位于新疆北部天山支脉乌孙山以北、伊犁河以南的河谷盆地。南部与昭苏县、特克斯县相接，东部和巩留县毗邻，北部隔伊犁河与自治州首府伊宁市和伊宁县、霍城县相望。西与哈萨克斯坦接壤，境内有国家一级口岸——都拉塔口岸。县城距伊宁市17公里，地势南高北低。
察布查尔属大陆性北温带温和干旱气候，年均气温7.9摄氏度，全年有效光照时数达2846小时，无霜期177天，年平均降水量222毫米。

## 行政区划
察布查尔锡伯自治县下辖6个镇、6个乡、1个民族乡：
察布查尔镇、爱新舍里镇、孙扎齐牛录镇、绰霍尔镇、加尕斯台镇、琼博拉镇、堆齐牛录乡、纳达齐牛录乡、扎库齐牛录乡、米粮泉回族乡、坎乡、阔洪奇乡、海努克乡、察布查尔县良繁场、伊犁州平原林场、山区林场和都拉塔口岸。

## 人口民族
2020年末，根據全國第七次人口普查結果顯示：察布查尔锡伯自治县常住人口为157764人。
这里居住着锡伯族、维吾尔族、汉族、回族、蒙古族、哈萨克族等25个民族，人口15.9万。
全国锡伯族人口有19万人，其中10多万人分布在辽宁省、黑龙江省、吉林省、内蒙古自治区和北京市等地；近4万多人在新疆，其中2万多人聚居在察布查尔锡伯自治县内。

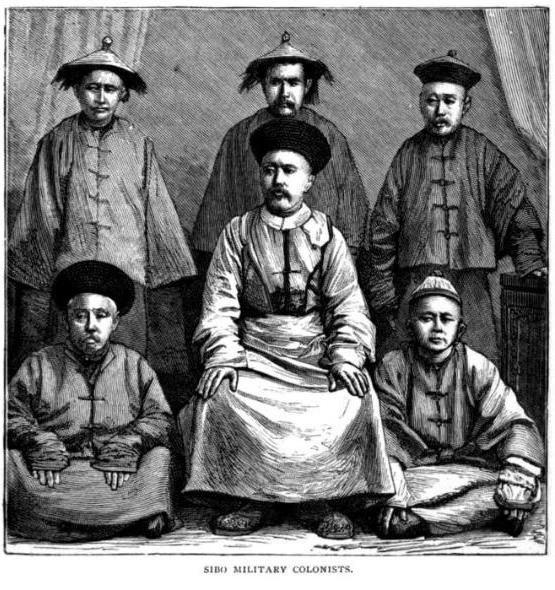
英國探險家亨利·蘭斯戴爾1882年參訪察布查爾時所繪制的錫伯人肖像

## 文化
“察布查尔”在锡伯语中是“粮仓”的意思。锡伯人最初游牧于大兴安岭东麓，世代以狩猎、捕鱼为生。16世纪编入八旗后，其社会组织发生了急剧变化，生产上转入稳定的农业经济。18世纪中叶（乾隆年间），清政府为巩固西北边防，将部分锡伯族迁往新疆，尔后这些锡伯族在伊犁河谷屯田定居，开拓了自己的第二故乡。此后257年间，东北锡伯族和新疆锡伯族的风俗习惯以及通用语言文字的差异逐渐扩大。新疆察布查尔地区的锡伯族至今还完整地保留着自己的语言文字（锡伯文）及浓厚的风俗习惯和宗教信仰（萨满教和藏傳佛教）。
锡伯语属阿尔泰语系满－通古斯语族满语支，跟满语很接近。锡伯族除了使用锡伯语，還兼用汉语和维吾尔语等多種語言。锡伯文是民国36年（1947年）在满文基础上改变而成的，一直沿用至今。察布查尔素有射箭之乡美誉，1996年被国家命名为全国体育先进县。射箭和摔跤是锡伯族人民传统的体育项目，几十年来向国家和自治区输送了大批的运动员。县上设有专业射箭队。

## 经济
- 自治县森林密布，以云杉为主，还有松柏、桦树、杨树、柳树、榆树等。
- 矿产主要有煤、铁、铜、鈾、石灰石、芒硝、冰洲石、石英砂等，石油资源也在进一步勘探中。
- 自治县经济以农业为主，农牧结合。